# Vissókoie (Sakhalín)
|  | Per a altres significats, vegeu «Vissókoie». |

Vissókoie (en rus: Высокое) és un poble de l'óblast de Sakhalín, a l'Extrem Orient de Rússia, que el 2013 tenia 142 habitants. Pertany al districte d'Aniva.